# 카사프로타
카사프로타(이탈리아어: Casaprota)는 이탈리아 라치오주 리에티도에 위치한 코무네다. 로마로부터 북동쪽 45km, 리에티로부터 남서쪽 20km 거리에 있다.